# Szerelmes biciklisták
A Szerelmes biciklisták 1965-ben bemutatott fekete-fehér magyar játékfilm, amelyet Bacsó Péter írt és rendezett. A Balaton mellett forgatott film az 1960-as évek fiataljainak valós problémáiról, hely- és feladatkereséséről szól. A filmben fontos szerepet játszik az új ifjúsági zene, a beat. 
| „                  | Volt egy fiú, s volt egy mániája, megmozgatni az állóvizeket… | ” |
| – gitározza András |                                                               |   |

## Cselekmény
Fiatalos csínyek, felnőttes csalódások, nyári kalandok története a film, amely végig követi hősei útját a Balaton mentén egyik nyaralóhelytől és egyik lánytól a másikig. A történet három fiatalemberről szól, akik közül András friss diplomás tanár. Az utolsó szabad nyarán – az egyetem elvégzése után és az őszi, nyírségi munkakezdés előtt – öccsével, Bencével és barátjával, a filozofikus hajlamú, festőnek készülő Alberttel biciklitúrára indul Budapestről a Balatonra. Megismerkednek Eszterrel, aki megtetszik Bencének, de András kérésére a fiatalabb fiú háttérbe vonul. Eszter az apjával, Vetró tanár úrral és nagyanyjával a balatonfüredi villájukban tölti a nyarat. Egy esti buliban András udvarolni kezd Eszternek. Másnap továbbmennek, és csak később, Tihanyban találkoznak újra Eszterrel, aki komolyan veszi Andrást, pedig ő már elutasító vele szemben. Közben Albert Julikával, egy tihanyi vendéglő konyhalányával flörtöl, András pedig régi egyetemi szerelmével, Rozival találkozik, aki még mindig vonzódik hozzá. Később András visszamegy szerelmet vallani Eszternek, de most a lány utasítja vissza őt. Miközben közeledik a nyaralás vége, egyre reménytelenebb András helyzete a szerelem terén…

## Szereplők
- András – Orbán Tibor
- Bence – Uri István
- Albert – Tahi Tóth László
- Eszter – Káldi Nóra
- Vetró – Némethy Ferenc
- Julika – Román Kati
- Rozi – Darab Virág
- Béla – Szilágyi Tibor
- Mikecz – Szakács Sándor
- Eszter nagymamája – Tasnády Ilona

További szereplők: Bakó Márta, Bella Anna, Dudás Mária, Fodor Tamás, Gáti József, Halász Péter, Hetényi Pál, Jobba Gabi, Körtvélyessy Zsolt, Kecskés Kati, Sántha Teréz, Szerencsés Anna
Közreműködött: az Illés zenekar és Mary Zsuzsa.

## A film készítése
„Tudatosan azt folytatom új filmemben is, amit a „Nyáron egyszerű”-ben már elkezdtem. A fiatalok érzelmi életének felnőtté, emberré válásának pillanatait szeretném ábrázolni, vizsgálni. Egyrészt, mert a körülöttem lévő világból évek óta tán ez izgat a legjobban, másrészt ebben a generációban, a mai 18—22 évesek formálódásában tudom a legérzékenyebben megfogni a társadalom mozgásának általános jellemzőit. – Bacsó Péter”

A filmben elhangzik Fényes Szabolcs és Bacsó Péter Te szeress legalább, illetve Táskarádió című szerzeménye is.